# Alexis (Vorname)
Alexis ist ein ursprünglich männlicher und seit dem 20. Jahrhundert auch weiblicher Vorname.

## Herkunft und Bedeutung
Der Name Alexis leitet sich vom griechischen Namen Ἀλέξιος Aléxios ab, der seinerseits auf das Verb ἀλέξειν aléxein „verteidigen“, „schützen“ zurückgeht.

## Verbreitung
Ursprünglich handelte es sich bei Alexis um einen rein männlichen Vornamen. Mittlerweile ist er auch für Frauen verbreitet.
In Deutschland kommt Alexis nur selten vor. Zwischen 2010 und 2023 wurde er nur etwa 1400 Mal als erster Vorname vergeben. Dabei wird er primär an Mädchen vergeben. Zuletzt sank die Popularität des Namens.

### Verbreitung als Männername
Bereits im ausgehenden 19. Jahrhundert kam Alexis [ə.ˈlɛk.sɪs] in den Vereinigten Staaten gelegentlich als Jungenname vor. Ab den 1960er Jahren nahm er an Popularität zu. Seit 1979 zählt er zu den 500 meistgewählten Jungennamen. Ein erstes Hoch erlebte die Popularität Anfang der 1980er Jahre, als er im Jahr 1982 auf Rang 275 der Vornamenscharts stand. Danach sank seine Popularität auf Rang 441 im Jahr 1988, bevor sie wieder zunahm. Von 1995 bis 2009 zählte Alexis zur Top-200 der Vornamenscharts. Als höchste Platzierung erreichte er im Jahr 2004 Rang 103 der Hitliste. Im Jahr 2022 belegte er Rang 460 der beliebtesten Jungennamen.
In Belgien zählte Alexis lange zur Top-100 der Vornamenscharts. Im Jahr 2022 belegte er Rang 120 der Hitliste.
In Spanien ist Alexis seit den 1980er Jahren als Jungenname geläufig, erreichte jedoch nie die Top-100. Alexis zählte in Chile bis 2016 zu den 100 beliebtesten Jungennamen. Auch in Mexiko ist der Name weit verbreitet. Im Jahr 2021 belegte er Rang 48 der Hitliste.
Bereits zu Beginn des 20. Jahrhunderts zählte Alexis [a.lek.si] in Frankreich zu den beliebtesten Jungennamen. Bis 1935 fand er sich in der Top-100 der Vornamenscharts. Seine Popularität sank jedoch, bis sie im Jahr 1958 mit Rang 174 einen Tiefpunkt erreichte. 1974 trat er wieder in die Top-100 ein. Besonders in den 1990er und 2000er Jahren erfreute er sich großer Beliebtheit und erreichte in den Jahren 1996 und 1997 die Hitliste der 10 beliebtesten Jungennamen. Zuletzt sank seine Popularität. Im Jahr 2019 verließ er die Top-100 der Vornamenscharts. Zuletzt stand er auf Rang 176 der Hitliste (Stand 2022).
Obwohl Alexis in Kanada vor allem als Frauenname geläufig ist, hat er sich in Québec als Männername unter den 100 meistgewählten Vornamen etabliert. Von 2004 bis 2016 zählte er zur Top-10 und erreichte als höchste Platzierung zweimal Rang 3 der Hitliste. Im Jahr 2022 belegte er Rang 31 der Hitliste.

### Verbreitung als Frauenname
In den USA gewann Alexis bereits Ende der 1940er Jahre an Popularität, erreichte jedoch lediglich im Jahr 1949 die Top-500 der Vornamenscharts. Daraufhin sank seine Popularität, um ab Ende der 1970er Jahre wieder zuzunehmen. Die Hitliste der 100 beliebtesten Mädchennamen erreichte Alexis erstmals im Jahr 1982. Drei Jahre später verließ er diese Hitliste für drei Jahre. Danach nahm die Beliebtheit erneut zu. Von 1996 bis 2004 zählte Alexis zu den 10 meistgewählten Mädchennamen. Insbesondere in den 2010er Jahren fiel er in den Vornamenscharts massiv ab. Er verließ die Top-100 im Jahr 2016. Zuletzt belegte er Rang 361 der beliebtesten Mädchennamen (Stand 2022).
Alexis zählte in Kanada von 1993 bis 2013 zur Top-100 der Vornamenscharts. Besonders in den 2000er Jahren erfreute er sich großer Beliebtheit. Als höchste Platzierung erreichte er im Jahr 2009 Rang 14 der Hitliste.
Auch in England und Wales ist Alexis als Frauenname geläufig. Zwischen 2008 und 2016 erreichte er die Top-200 der Vornamenscharts. Mit Rang 101 verpasste er die Top-100 in den Jahren 2011 und 2012 nur knapp. Zuletzt belegte er Rang 529 der Vornamenscharts.
In Australien zählte Alexis von 2007 bis 2019 zu den 100 meistgewählten Mädchennamen. Mit Rang 36 erreichte er seine höchste Platzierung im Jahr 2011. Ein ähnliches Bild zeigt sich in Neuseeland, wo der Name von 2007 bis 2018 zur Top-100 der Vornamenscharts zählte. Als höchste Platzierung belegte er im Jahr 2011 Rang 31 der Hitliste.

## Varianten

### Männliche Varianten
- Belarusisch: Аляксей Aljaksej
- Bulgarisch: Алекси Aleksi
- Finnisch: Aleksi
  - Diminutiv: Ale
- Georgisch: ალექსი Aleksi
- Griechisch: Αλέξης Aléxis
  - Altgriechisch: Ἀλέξιος Aléxios, Ἄλεξις Álexis
- Italienisch: Alessio
  - Latein: Alexius
- Kirchenslawisch: Алеѯи Aleksi
- Kroatisch
  - Diminutiv: Aljoša
- Lettisch: Aleksejs
- Polnisch: Aleksy
  - Diminutiv: Alek, Aleś
- Portugiesisch: Aleixo
- Russisch: Алексей Aleksej
  - Diminutiv: Алекс Aleks, Алёша Aljoscha, Лёша Ljoscha
- Serbisch: Аљоша Aljoša
- Slowakisch: Alexej
  - Diminutiv: Aleš
- Slowenisch: Alexej
  - Diminutiv: Aleks, Aleš, Aljoša
- Spanisch: Alejo
  - Galicisch: Aleixo
  - Katalanisch: Aleix
- Tschechisch: Alexej
  - Diminutiv: Aleš
- Ukrainisch: Олексій Oleksij
  - Diminutiv: Олесь Oles
- Ungarisch: Elek

### Weibliche Varianten
- Englisch: Alexia, Alexus
  - Diminutiv: Alexina, Lexia, Lexi, Lexie, Lexy, Lexine, Lexus
- Französisch: Alexia
- Griechisch: Αλεξία Alexía
- Italienisch: Alessia
- Slowenisch: Aljoša
- Spanisch: Alexia
  - Katalanisch: Alèxia

## Namenstage
- 17. Februar: nach Alexius Falconieri
- 17. Juli: nach Alexius von Edessa
- 6. September: Alexius von Tamsweg

## Namensträger

### Männliche Namensträger
- Alexis (1829–1905), Landgraf von Hessen-Philippsthal-Barchfeld
- Alexis (1946–1977), französischer Comiczeichner

#### A
- Alexis Borison Abaza (1916–1994), Komponist, Pianist und Musikpädagoge
- Alexis Agrafiotis (* 1970), griechischer Komponist, Dirigent und Pianist
- Alexis Ajinça (* 1988), französischer Basketballspieler
- Alexis Alfthan (1814–1885), finnisch-russischer Generalleutnant der Kaiserlich Russischen Armee
- Alexis Allet (1820–1888), Schweizer Politiker und Richter
- Alexis André (1832–1893), römisch-katholischer Priester und Missionar
- Alexis Caswell Angell (1857–1932), US-amerikanischer Jurist
- Aleksy Antkiewicz (1923–2005), polnischer Boxer
- Alexis Antunes (* 2000), Schweizer Fußballspieler
- Alexis Argüello (1952–2009), nicaraguanischer Boxer
- Alexis Axilette (1860–1931), französischer Porträtmaler
- Alexis Jacob Azevedo (1813–1875), französischer Musikkritiker und Musikschriftsteller

#### B
- Alexis Bachelot (1796–1837), französischer römisch-katholischer Ordenspriester, Apostolischer Präfekt der Sandwichinseln
- Alexis von Bartholomäi (1784–1839), russischer Generalleutnant
- Alexis I. du Pont Bayard (1918–1985), US-amerikanischer Politiker
- Alexis Beka Beka (* 2001), französischer Fußballspieler
- Alexis Simon Belle (1674–1734), französischer Porträtmaler
- Alexis zu Bentheim und Steinfurt (1845–1919), deutscher Standesherr und preußischer Generalleutnant
- Alexis Prinz zu Bentheim und Steinfurt (1922–1943), deutscher Jagdflieger
- Alexis Bétemps (* 1944), italienischer Historiker, Dialektologe und Politiker aus dem Aostatal
- Alexis Billiet (1783–1873), französischer Geistlicher, Erzbischof von Chambéry und Kardinal
- Alexis Bischof (1857–1922), anhaltischer Industrieller
- Alexis Blanc (* 1970), französischer Freestyle-Skisportler
- Alexis Blin (* 1996), französisch Fußballspieler
- Alexis Bonnet (* 1966), französischer Mathematiker und Finanzmanager
- Alexis Borges (* 1991), portugiesischer Handballspieler
- Alexis Bosch (* 1966), kubanischer Jazzmusiker (Piano, Komposition, Arrangement)
- Alexis-Charles Boucher (1808–1885), kanadischer Maler
- Alexis Bœuf (* 1986), französischer Biathlet
- Alexis Bouvard (1767–1843), französischer Astronom
- Alexis Bouvier (1836–1892), französischer Romanschriftsteller
- Alexis Boyer (1757–1833), französischer Chirurg
- Alexis Brandeker (* 1974), schwedischer Astronom und Asteroidenentdecker
- Alexis Bug (* 1973), deutscher Schauspieler, Regisseur und Autor

#### C
- Alexis Canelo (* 1992), argentinischer Fußballspieler
- Alexis Canoz (1805–1888), französischer Bischof
- Alexis Cárcamo (* 1984), chilenischer Fußballspieler
- Alexis Carrel (1873–1944), französischer Chirurg, Nobelpreisträger für Medizin 1912
- Alexis de Castillon (1838–1873), französischer Komponist
- Alexis Castro (* 1980), kolumbianischer Radrennfahrer
- Alexis Caswell (1799–1877), US-amerikanischer Geistlicher und Präsident der Brown University
- Alexis Cervantes (* 1984), mexikanischer Eishockeyspieler
- Alexis Chantraine (1901–1987), belgischer Fußballspieler
- Alexis-Armand Charost (1860–1930), französischer Geistlicher, Erzbischof und Kardinal
- Alexis Chassang (1827–1888), französischer Gräzist, Linguist und Grammatiker
- Alexis de Chateauneuf (1799–1853), Architekt und Stadtplaner
- Alexis-Claude Clairaut (1713–1765), französischer Mathematiker und Physiker
- Alexis Claude-Maurice (* 1998), französischer Fußballspieler
- Alexis Contant (1858–1918), kanadischer Komponist, Organist und Musikpädagoge
- Alexis Contin (* 1986), französischer Eisschnellläufer
- Alexis Copello (* 1985), kubanischer und aserbaidschanischer Leichtathlet
- Alexis von Croy (* 1959), deutscher Luftfahrtjournalist, Sachbuchautor und Fotograf
- Alexis Cruz (* 1974), amerikanischer Schauspieler
- Alexis Curvers (1906–1992), belgischer Schriftsteller französischer Sprache

#### D
- Alexis Delgado (* 1987), chilenischer Fußballspieler
- Alexis-Joseph Delzons (1775–1812), französischer Divisionsgeneral der Infanterie
- Alexis Denisof (* 1966), US-amerikanischer Schauspieler
- Alexis Duarte (* 2000), paraguayischer Fußballspieler
- Alexis Duchâteau (1714–1792), französischer Apotheker
- Alexis Dumont (1819–1885), deutscher Jurist, Mainzer Bürgermeister
- Alexis Dworsky (* 1976), deutscher Künstler, Forscher und Kurator

#### F
- Alexis FitzGerald junior (1945–2015), irischer Politiker
- Alexis FitzGerald senior (1917–1985), irischer Politiker
- Alexis Flips (* 2000), französischer Fußballspieler
- Alexis François (1877–1958), Schweizer Romanist

#### G
- Alexis Galarneau (* 1999), kanadischer Tennisspieler
- Alexis de Garaudé (1821–1854), französischer Komponist
- Alexis de Garaudé (1779–1852), französischer Komponist und Musikpädagoge
- Alexis García (* 1960), kolumbianischer Fußballspieler und -trainer
- Alexis Genet (* 1982), französischer Fußballspieler
- Alexis Georgoulis (* 1974), griechischer Schauspieler und Filmregisseur
- Alexis Gobet (* 1943), Schweizer Politiker (CVP)
- Alexis González (* 1981), argentinischer Volleyballspieler
- Alexis Gougeard (* 1993), französischer Radrennfahrer
- Alexis Grapsas, US-amerikanischer Filmkomponist
- Alexis Greigh (1775–1845), russischer Admiral
- Alexis Guérin (* 1992), französischer Radrennfahrer

#### H
- Alexis Habiyambere (* 1939), ruandischer Ordensgeistlicher, emeritierter Bischof von Nyundo
- Alexis von Haeseler (1801–1889), preußischer Major und Landrat
- Alexis von Hagemeister (* 1926), deutscher Schauspieler
- Alexis Hansky (1870–1908), russischer Astronom
- Alexis Hauser (* 1947), österreichischer Dirigent
- Alexis Heck (1830–1908), luxemburgischer Hotelbesitzer und Pionier des Tourismuswesen
- Alexis Hély d’Oissel (1859–1937), französischer General
- Alexis Herrera (* 1989), venezolanischer Fußballschiedsrichter
- Alexis von Hoensbroech (* 1970), deutscher Geschäftsmann und CEO von Austrian Airlines
- Alexis Hollaender (1840–1924), deutscher Pianist und Musikpädagoge

#### J
- Alexis Hubert Jaillot (1632–1712), französischer Kartograf und Verleger
- Alexis Janin (1846–1897), US-amerikanischer Bergbauingenieur und Metallurg
- Alexis Jeannerod (* 1991), französischer Skilangläufer
- Alexis Jeffers (* 1968), Politiker in St. Kitts und Nevis
- Alexis Jenni (* 1963), französischer Schriftsteller
- U. Alexis Johnson (1908–1997), US-amerikanischer Diplomat

#### K
- Alexis Kanner (1942–2003), britischer Schauspieler
- Alexis Kara (* 1971), deutsch-griechischer Schauspieler und Komiker
- Alexis Kolb (1865–1917), Schriftsteller und Erzähler
- Alexis Korner (1928–1984), britischer Blues-Musiker
- Alexis Krüger (* 1972), deutscher Schau- und Puppenspieler
- Aleksy Kuziemski (* 1977), polnischer Boxer
- Alexis Kyrou (1901–1969), griechischer Diplomat

#### L
- Alexis Lafrenière (* 2001), kanadischer Eishockeyspieler
- Alexis Langer (1825–1904), deutscher Architekt
- Alexis Le Strat (1898–1970), französischer Politiker (SFIO), Mitglied der Nationalversammlung
- Alexis Le Veneur de Tillières (1746–1833), französischer Divisionsgeneral und Politiker
- Alexis Lebrun (* 2003), französischer Tischtennisspieler
- Alexis Lecaye (* 1951), französischer Schriftsteller und Drehbuchautor
- Alexis Lepère der Ältere (1799–1883), französischer Pomologe, Baumschulbesitzer und Obstzüchter
- Alexis Lepère der Jüngere († 1896), französischer Pomologe, Baumschulbesitzer und Obstzüchter
- Alexis-Henri-Marie Lépicier (1863–1936), französischer Ordensgeistlicher, Kardinal und Bischof
- Alexis Liatis (1908–1985), griechischer Diplomat
- Alexis Lichine (1913–1989), US-amerikanischer Weinhändler und Sachbuchautor
- Alexis Littré (1658–1726), französischer Mediziner, Chirurg, Anatom und Hochschullehrer
- Alexis Loizon (* 1989), französischer Schauspieler
- Alexis Loret (* 1975), französischer Schauspieler

#### M
- Alexis Mac Allister (* 1998), argentinischer Fußballspieler
- Alexis Machuron, französischer Mechaniker und Autor
- Alexis Manenti (* 1982), französischer Filmschauspieler und Drehbuchautor
- Alexis Marcelo, US-amerikanischer Jazzmusiker
- Alexis Maridor (1848–1909), Schweizer Schriftsteller
- Alexis Martin (1834–1904), französischer Schriftsteller
- Alexis Mdivani (1908–1935), US-amerikanischer Polospieler
- Alexis Mendoza (* 1961), kolumbianischer Fußballspieler
- Alexis Michalik (* 1982), französisch-britischer Schauspieler, Dramaturg, Regisseur, Drehbuchautor und Schriftsteller
- Alexis Miellet (* 1995), französischer Leichtathlet
- Alexis Minotis († 1990), griechischer Theater- und Filmschauspieler, Regisseur sowie Leiter des Nationaltheaters in Athen
- Alexis Monney (* 2000), Schweizer Skirennfahrer
- Alexis Musialek (* 1988), französischer Tennisspieler

#### N
- Alexis Neumann (1922–1999), deutscher Ingenieur und Hochschullehrer
- Alexis Nicolas (* 1983), englisch-zyprischer Fußballspieler
- Alexis Nieves (* 1995), venezolanischer Sprinter
- Alexis Noble (1963–2025), uruguayischer Fußballspieler

#### O
- Alexis Ohanian (* 1983), US-amerikanischer Unternehmer und Investor

#### P
- Alexis Paccard (1813–1867), französischer Architekt
- Alexis Pantchoulidzew (1888–1968), niederländischer Dressurreiter
- Alexis-Jean-Pierre Paucton (1732–1798), französischer Mathematiker
- Alexis Peltz (1831–1894), sächsischer Rittergutsbesitzer und Parlamentarier
- Alexis-Nicolas Pérignon (1725–1782), französischer Königlicher Maler und Zeichner
- Alexis Thérèse Petit (1791–1820), französischer Physiker
- Alexis Pham Van Lôc (1919–2011), vietnamesischer Geistlicher, römisch-katholischer Bischof von Kontum
- Alexis Phelut (* 1998), französischer Hindernisläufer
- Alexis-Marie Piaget (1802–1870), Schweizer Politiker
- Alexis Pinturault (* 1991), französischer Skirennläufer
- Alexis Piron (1689–1773), französischer Jurist und Schriftsteller
- Alexis Ponnet (* 1939), belgischer Fußballschiedsrichter
- Alexis Posse (1898–1938), deutscher Theaterschauspieler
- Alexis Presse (1883–1965), Abt der Abtei Boquen

#### R
- Alexis Raynaud (* 1994), französischer Sportschütze
- Alexis Rockman (* 1962), US-amerikanischer Künstler
- Alexis Rodríguez Hernández (* 1977), spanischer Radrennfahrer
- Alexis Rodríguez Valera (* 1978), kubanischer Ringer
- Alexis von Roenne (1903–1944), deutscher Oberst im Generalstab, Widerstandskämpfer gegen den Nationalsozialismus
- Alexis Roger (1814–1846), französischer Komponist
- Alexis Rolín (* 1989), uruguayischer Fußballspieler
- Alexis Rosenbaum (* 1969), französischer Essayist
- Alexis Ruano Delgado (* 1985), spanischer Fußballspieler
- Alexis Rubalcaba (* 1972), kubanischer Boxer

#### S
- Alexis Saddler (* 1980), Fußballspieler von St. Kitts und Nevis
- Alexis Saelemaekers (* 1999), belgischer Fußballspieler
- Alexis de Guignard, Comte de Saint-Priest (1805–1851), französischer Diplomat und Historiker
- Alexis Sánchez (* 1988), chilenischer Fußballspieler
- Alexis Scamoni (1911–1993), deutscher Forstwissenschaftler und Hochschullehrer
- Alexis von Schauenburg (1828–1894), deutscher Gutsbesitzer und Politiker, MdR
- Alexis Schleimer (1867–1920), Zeitschriftenherausgeber
- Alexis Bravmann Schmidt (1818–1903), deutscher Journalist, Philosoph und Freimaurer-Ordensmeister
- Alexis Schwarzenbach (* 1971), Schweizer Historiker, Kurator und Autor
- Alexis Mitsuru Shirahama (* 1962), japanischer Ordensgeistlicher, römisch-katholischer Bischof von Hiroshima
- Alexis Sinduhije (* 1967), burundischer Journalist
- Alexis Soyer (1810–1858), Koch französischer Abstammung
- Alexis de Speyer (1854–1916), russischer Botschafter
- Alexis Spyridonidis (* 1995), griechischer Basketballspieler

#### T
- Alexis Aly Tagbino (* 1972), guineischer Geistlicher, römisch-katholischer Bischof von Kankan
- Alexis Tibidi (* 1975), kamerunischer Fußballspieler
- Alexis Tibidi (* 2003), französisch-kamerunischer Fußballspieler
- Alexis Tioseco (1981–2009), philippinisch-kanadischer Filmkritiker
- Alexis de Tocqueville (1805–1859), französischer Publizist und Politiker
- Alexis Tomassian (* 1979), französischer Schauspieler und Synchronsprecher armenischer Abstammung
- Alexis Troy (* 1982), deutscher Produzent und Komponist
- Alexis Tsipras (* 1974), griechischer Politiker

#### V
- Alexis Valido (* 1976), spanischer Volleyballspieler
- Alexis Vastine (1986–2015), französischer Boxer
- Alexis Vega (* 1997), mexikanischer Fußballspieler
- Alexis Viera (* 1978), uruguayischer Fußballspieler
- Alexis Vila (* 1971), kubanischer Ringer
- Alexis Vuillermoz (* 1988), französischer Radrennfahrer

#### W
- Alexis Weber (1862–1942), Landtagsabgeordneter
- Alexis Weissenberg (1929–2012), bulgarischer Pianist und Komponist
- Alexis Wilkin (* 1977), belgischer Mittelalterhistoriker

#### Y
- Alexis Touably Youlo (* 1959), ivorischer Bischof von Agboville der römisch-katholischen Kirche

#### Z
- Alexis Zabé, mexikanischer Kameramann
- Alexis Zywiecki (* 1984), französischer Fußballspieler

### Weibliche Namensträger
- Alexis (* 1968), deutsche Sängerin

- Alexis Amore (* 1978), peruanische Pornodarstellerin, Pornoregisseurin und Erotikmodel
- Alexis Arquette (1969–2016), US-amerikanische, transsexuelle Sängerin und Schauspielerin
- Alexis Bledel (* 1981), US-amerikanische Schauspielerin und Fotomodell
- Alexis Blokhina (* 2004), US-amerikanische Tennisspielerin
- Alexis Conaway (* 1996), US-amerikanische Volleyballspielerin
- Alexis Dziena (* 1984), US-amerikanische Film- und Fernsehschauspielerin
- Alexis Fawx (* 1975), US-amerikanische Pornodarstellerin
- Alexis Herman (1947–2025), US-amerikanische Politikerin
- Alexis Holmes (* 2000), US-amerikanische Sprinterin
- Alexis Hornbuckle (* 1985), US-amerikanische Basketballspielerin
- Alexis Hunter (1948–2014), neuseeländische Malerin und Fotografin
- Alexis Jordan (* 1992), US-amerikanische Sängerin und Schauspielerin
- Alexis Kendra (* 1983), US-amerikanische Schauspielerin, Filmproduzentin und Drehbuchautorin
- Alexis Knapp (* 1989), US-amerikanische Schauspielerin
- Alexis Mathews (* 1991), US-amerikanische Volleyballspielerin
- Alexis Morris (* 1999), US-amerikanische Basketballspielerin
- Alexis Peterman, britische Schauspielerin, Synchronsprecherin und Model
- Alexis Ren (* 1996), amerikanische Social-Media-Persönlichkeit, ⁣Unternehmerin und Model
- Alexis Rhodes (* 1984), australische Radrennfahrerin
- Alexis Sablone (* 1986), US-amerikanische professionelle Skateboarderin
- Alexis Smith (1921–1993), US-amerikanisch-kanadische Filmschauspielerin
- Alexis Texas (* 1985), US-amerikanische Pornodarstellerin und Regisseurin
- Alexis Thorpe (* 1980), US-amerikanische Schauspielerin
- Alexis Weatherspoon (* 1983), US-amerikanische Sprinterin